# John Aston (labdarúgó, 1921)
John Aston Sr. (Prestwich, 1921. szeptember 3. – Manchester, 2003. július 31.), angol válogatott labdarúgó.
Az angol válogatott tagjaként részt vett az 1950-es világbajnokságon.

## Magánélete
Fia John Aston Jr. (1947–) angol labdarúgó.

## Sikerei, díjai
Manchester United
- Angol bajnok (1): 1951–52
- Angol kupa (1): 1947–48
- Angol szuperkupa (1): 1952